# Лорето (Ђенова)
Лорето је насеље у Италији у округу Ђенова, региону Лигурија.
Према процени из 2011. у насељу је живело 42 становника. Насеље се налази на надморској висини од 44 м.